# Belliena
Belliena là một chi nhện trong họ Salticidae.